# Wellsville, Pennsylvania
Wellsville är en ort i York County i delstaten Pennsylvania. Vid 2010 års folkräkning hade Wellsville 242 invånare.